# C-Bool
Гжегож Цебуля (пол. Grzegorz Cebula; род. 30 мая 1981, Пысковице, Гливицкий повет) более известный как C-Bool — польский диджей и музыкальный продюсер.

## Биография
Родился 30 мая 1981 года в Пысковице в рабочей семье. В юности был фанатом таких групп, как Queen и Guns N’ Roses, знал о всех музыкальных событиях, происходивших в то время в роке, хип-хопе, металле и попсе. Карьеру диджея начал в 1998 году, выступая в клубах Пысковице. С 2003 года начал сотрудничество с группой Casteam, получили популярность выпущенные с ними в 2004 году синглы «Would You Feel» и «Housе Baby». В том же году берёт псевдоним C-Bool.
В 2010 году сингл «Body & Soul», записанный совместно с певицей Изабель, получает широкую известность, заняв первые строчки в национальных радиочартах. В июне 2011 выходит дебютный альбом «8 years», включивший все произведения музыканта за восемь лет работы. Летом 2012 года выходит сингл «Do you Know».
В 2016 году выходит новый сингл «Never Go Away», занявший первое место в AirPlay, занимал высокие строчки в радиочартах Белоруссии, Украины, России, композиция распродана тиражом более 100 тыс. электронных копий. 24 октября 2016 года с участием Цзянь Фам (Giang Pham) записал хит «Magic Symphony», вновь занявший первое место в AirPlay и распространившийся тиражом в более 80 тыс. копий.
26 апреля 2017 года выпустил сингл «Dj is Your Second Name», занявший 5-е место в рейтинге AirPlay.

## Награды
- Eska Musik Awards (2016 год за «Never go away», 2017 год за «Magic Symphony»);
- 2-е место в номинации «радиохит года» на суперхит-фестивале Polsat (2017 год за «Never go Away»).

## Дискография

### Альбом

#### Альбом «8 Years» (2011)
Содержание альбома:
1. Body & Soul» (5:04)
2. Private Space (3:27)
3. Don't Waste The Time (3:04)
4. One More Chance (3:36)
5. Move Your Body (3:18)
6. Obsession (3:09)
7. What You See What You Want
8. Better Place (3:28)
9. House Baby (3:33)
10. Would You Feel (3:41)
11. What You See What You Want (Mondo Remix Edit) (3:21)
12. Do It Easy (Taito Remix Edit) (3:26)
13. House Baby (Verano Remix Edit) (3:31)
14. Would You Feel (Ziggy X Remix Edit) (3:14)
15. Body & Soul (3:09)

Исполнители: Jo, C-BooL, C-BooL vs. TAITO feat. Rommie S.

#### Сборники
1. «Deejays Favourites 2013.2» (2013) — «Do You Know»[3] ;
2. «Труба & Саксофон» (2014) — «Body & Soul»[4];
3. «Reload the Summer», Vol. 2 (2015) — «Crazy About Summertime»[5];
4. «Best Radio Tracks», Vol. 23 (2022) — «What Can I Do»[6].

### Синглы
- «Body & Soul» (2011)[7]
- Do You Know (2012)[8]
- Never Go Away (2016)[9] (клип «Never Go Away»[10])
- DJ Is Your Second Name (2017)[11]
- House Babe (2017)[12]
- Would You Feel (2017)[13]
- La La Love (2019)[14]
- Catch You (2019)[15]
- What Can I Do (2021)[16]